# فرودگاه آرام‌ای‌اف گونگ کداک
 فرودگاه آرام‌ای‌اف گونگ کداک (به انگلیسی: RMAF Gong Kedak) (به زبان بومی: TUDM Gong Kedak) یک فرودگاه نظامی است که یک باند فرود آسفالت دارد و طول باند آن ۲۰۱۲ متر است. این فرودگاه در کشور مالزی قرار دارد و در ارتفاع ۶ متری از سطح دریا واقع شده است.